# Tata Institute of Fundamental Research
Le Tata Institute of Fundamental Research (TIFR) est un organisme de recherche scientifique indien situé à Bombay. Il fait partie des Deemed Universities indiennes.

## Histoire

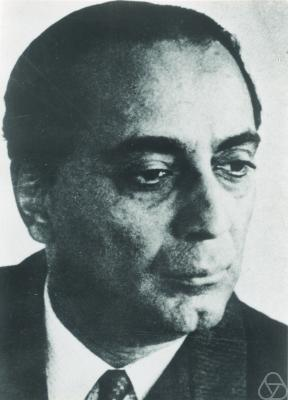
Homi Jehangir Bhabha.

En 1944, Homi J. Bhabha, pionnier de l'énergie atomique civile en Inde, sollicita l'appui financier du groupe industriel Sir Dorabji Tata pour créer un institut scientifique entièrement indien. Fort de l'appui de J.R.D. Tata, alors président du groupe, il put inaugurer le TIFR le 1er juin 1945. L'institut occupa d'abord des locaux du campus de l'Indian Institute of Science, à Bangalore, avant de déménager pour Bombay quelques mois plus tard. Les nouveaux locaux de l'Institut à Colaba sont l’œuvre d'un architecte de Chicago, Helmuth Bartsch, et ont été inaugurés par Nehru le 15 janvier 1962.
Peu après l'indépendance de l'Inde, en 1949, le Conseil Indien de la Recherche Scientifique et Industrielle (CSIR) fit du TIFR le centre de tous ses grands projets en recherche nucléaire,,. Le premier groupe physique théorique s'est constitué autour de deux étudiants de Bhabha, B.M. Udgaonkar (en) et K.S. Singhvi. En décembre 1950, Bhabha organisa une conférence à l'Institut Tata sur la Physique des particules élémentaires. Plusieurs chercheurs de renommée internationale y participèrent, parmi lesquels Rudolf Peierls, Léon Rosenfeld, William Fowler ainsi que Meghnad Saha, Vikram Sarabhai et d'autres savants indiens. Dans les années 1950, l'Institut Tata commençait à s'imposer comme un des meilleurs centres de recherche dans le domaine de la physique des rayons cosmiques, grâce aux équipements des laboratoires d'Ooty et des mines d'or de Kolar.
C'est encore à l'Institut Tata qu'en 1957, le premier ordinateur de fabrication indienne vit le jour : le TIFRAC (en). Sur une suggestion du physiologiste britannique Archibald Hill, Bhabha invita Obaid Siddiqi (en) à mettre sur pied un groupe de recherche en biologie moléculaire : c'était le point de départ du National Centre for Biological Sciences de Bangalore (NCBS), inauguré vingt ans plus tard. En 1970, l'Institut Tata lança ses premiers programme de recherche en radioastronomie avec la construction du radiotélescope d'Ooty. Encouragé par les performances de cet équipement, Govind Swarup (en) convainquit J. R. D. Tata de financer la construction du Giant Metrewave Radio Telescope dans les environs de Pune.
En 2014, le directeur de l'institut est Mustansir Barma (en).

## Anciens professeurs et étudiants connus
Parmi les anciens professeurs et étudiants de l'institut figurent notamment : 
- Homi J. Bhabha, physicien nucléaire
- Bibha Chowdhuri, physicienne
- Jayant Narlikar, astrophysicien
- E.C.G. Sudarshan (en), physicien théorique
- Harish-Chandra, mathematicien
- Ashoke Sen, physicien en théorie des cordes
- Larry Gonick, dessinateur et mathématicien[9]
- Thanu Padmanabhan, physicien
- Rohini Godbole, physicienne
- Madan Lal Mehta, physicien.